# Giveti
A giveti a középső devon földtörténeti kor két korszaka közül a második, amely 387,7 ± 0,8 millió évvel ezelőtt (mya) kezdődött az eifeli korszak után, és 382,7 ± 1,6 mya ért véget a késő devon kor frasni korszaka előtt.
Nevét a franciaországi Givet városról kapta. Az elnevezést Jean Baptiste Julien d'Omalius d'Halloy belga geológus vezette be a szakirodalomba 1839-ben.

## Meghatározása
A Nemzetközi Rétegtani Bizottság meghatározása szerint a giveti emelet alapja (a korszak kezdete) a Polygnathus hemiansatus konodontafaj megjelenésével kezdődik. Az emelet tetejét (a korszak végét) a Ancyrodella rotundiloba konodontafaj megjelenése jelzi.

## Élővilága

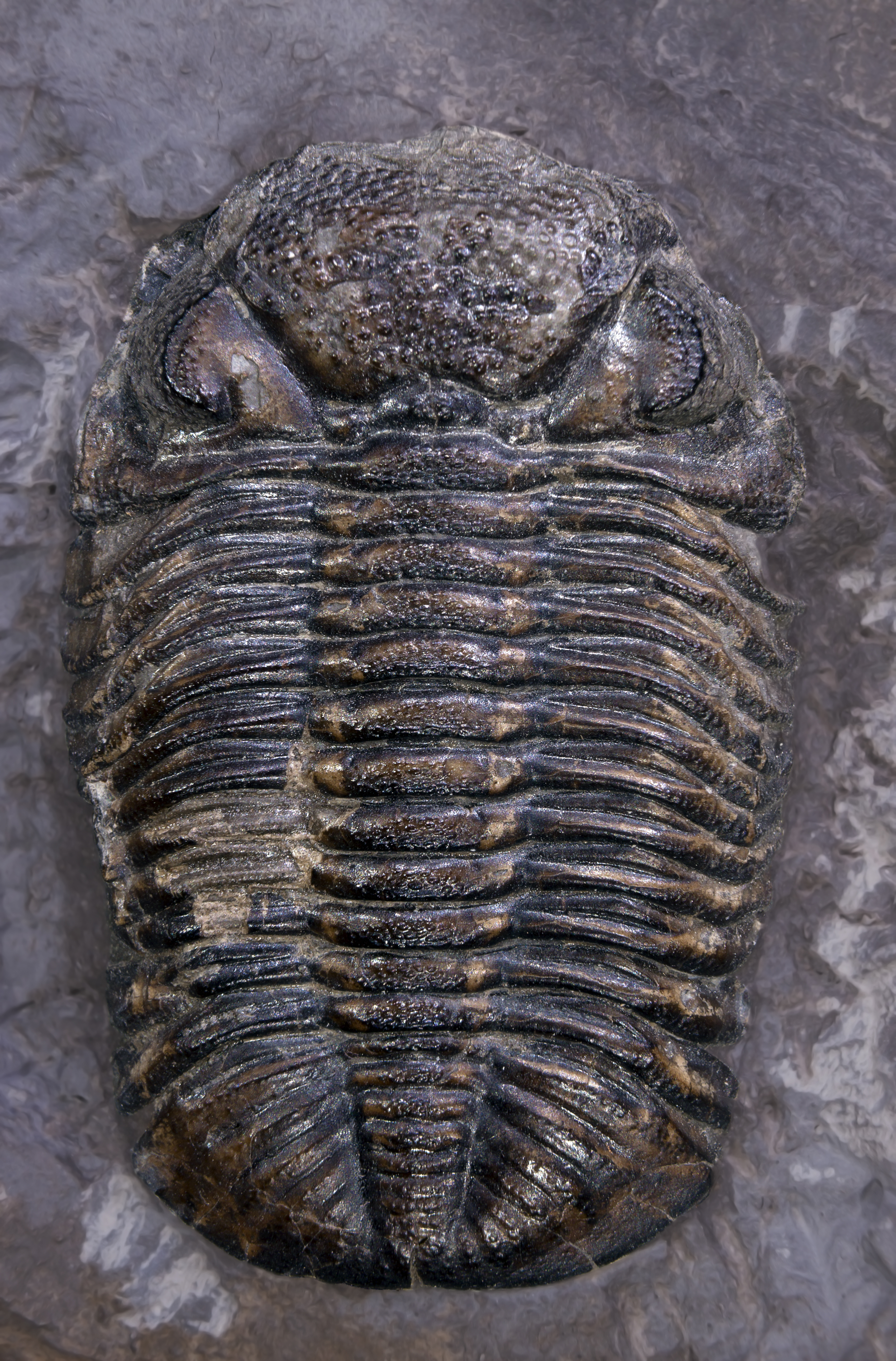
Phacops rana

### Állatvilága
Euramerika lengyelországi szegmensének elemzése (Krakkó környéke és a Szentkereszt-hegy) azt mutatta, hogy a késő giveti idején radikálisan megfogyatkoztak a csigák. Ez összefüggésben lehetett a korallokat, goniatitákat és pörgekarúakat sújtó taghani-, és a Manticoceras kihalási eseményekkel. Lengyelországban konodonták pusztulására is találtak bizonyítékokat. Jellemző tengeri élőlények voltak a trilobiták, például a Dechenella macrocephalus, a Greenops boothi és a Phacops rana.

### Növényvilága
A giveti idejére már kialakultak a fák és erdőket alkottak. Ezeket az erdőket azonban olyan csoportok hozták létre, amelyek ma már kihaltak vagy visszaszorultak, például a ma már nem élő Progymnospermophyta törzsbe tartozó Archaeopteris nemzetség, valamint ősi harasztok (Pteridophyta) és korpafüvek (Lycopodiophyta). Spórákkal szaporodtak és nem voltak a mai fákhoz hasonlóan lombosak, így árnyékot alig adtak. A tövük a földnél erősen megvastagodott, mint a gombáké, mert még nem rendelkeztek erősen kapaszkodó gyökérzettel.